# Pontcharreu
Pont Charreu (en francès Pontcharraud) és una comuna (municipi) de França, a la regió de la Nova Aquitània, departament de la Cruesa.
La seva població al cens de 1999 era de 97 habitants. Està integrada a la Communauté de communes du Haut Pays Marchois.

## Demografia
| 1968 | 1975 | 1982 | 1990 | 1999 |
| ---- | ---- | ---- | ---- | ---- |
| 156  | 137  | 146  | 127  | 97   |

## Administració
| Període | Identitat      | Partit        |
| ------- | -------------- | ------------- |
| 2001-   | Éric d'Hulster | Divers droite |